# Обводнення
Обво́днення — комплекс переважно гідротехнічних заходів, що проводять у маловодних і безводних районах для забезпечення їх водою; підвищення господарського й побутового водозабезпечення використанням місцевого стоку, підземних вод або через надходження води каналами, водоводами з багатих на воду районів; штучне зволоження ґрунту шляхом подачі води з водного джерела з метою отримання більшого врожаю в аридних (сухих) умовах. Це перший етап будівництва систем водопостачання й зрошування в місцях, де є нестача води чи непридатна для споживання вода.

## Особливості
При обводненні насамперед освоюють місцеві водні ресурси (підземні води, річки, озера, атмосферні опади), для чого будують водозабірні споруди (колодязі, каптажі, кяризи, водозабори на річках тощо), водосховища для акумуляції місцевого стоку, регулювання водосховища на річках тощо. Коли вони недостатні, відсутні чи нерівномірно розподілені на місцевості, то виявляють зовнішні водні джерела, з яких воду по каналах і трубопроводах обводнювальних систем подають і розподіляють на потрібній території. 
Склад обводнювальних заходів залежить від господарського використання обводнюваної території. При обводнені пасовищ будують шахтні й трубчасті колодязі, водоймища з водопійними пунктами. У районах богарного землеробства для водопостачання споруджують групові водопроводи. На території, де є можливості для розвитку вибіркового зрошування (переважно в районах обробітку овочевих і кормових культур), будують обводнювально-зрошувальні системи (по обводнювальних каналах воду подають і для поливу).